# Frente Patriótico de Mujeres
El Frente Patriótico de Mujeres (FPM) va ser una organització femenina xilena existent entre 1972 i 1973 i que donava suport al govern de Salvador Allende.

## Història
El Frente Patriótico de Mujeres va ser creat el 17 d'octubre de 1972 per un grup de treballadores del Ministeri de Terres i Colonització, sent posteriorment liderat per la senadora María Elena Carrera (PS); en el moment de la seva constitució assenyalava que la seva finalitat era «lluitar en tots els sectors per una tornada a la normalitat i a la pau social», indicant la seva oposició a l'aturada organitzada pels camioners i realitzant accions de voluntariat per transportar i despatxar aliments i ensums bàsics, sa les que posteriorment se sumaren les comissions de Salut, Difusió, Organització i comissions d'Agricultura i Alfabetització.
A més de la conformació del Front a Santiago, a diferents províncies i comunes del país es van formar agrupacions locals, com és el cas del Front Patriòtic de Dones de Concepció, constituït el 24 d'octubre de 1972 i que estava encapçalat per Lilian Baroni, coordinadora local del COCEMA. A Lota, l'FPM va organitzar la primera Escola Popular de les Dones, que incloïa cursos pràctics i teòrics de temes com puericultura, primers auxilis, psicologia, alimentació, dinàmica de grups, poders de l'Estat i el procés xilè, gimnàstica i esports. A la província de Coquimbo, la secretària executiva de l'FPM local va ser Lucía Chirinos, mentre que a la província de Cautín la seva presidenta era Amelia Robertson de Cárdenas.
Després del final de l'atur d'octubre de 1972, el Front Patriòtic de Dones, la secretària coordinadora del qual era Adriana Delpiano, va concentrar les seves tasques als Centres de Reforma Agrària i la seva seu principal es va ubicar a l'edifici de la UNCTAD, lloc on es va organitzar el 7 de desembre la Cançó de la Voluntària de la Pàtria, composta per Sergio Ortega Alvarado amb lletra d'Ana María Miranda. El febrer de 1973, enmig de la campanya per a les eleccions parlamentàries, l'FPM va dur a terme activitats de difusió ensenyant a votar pels candidats afins a la Unitat Popular (UP).
Entre altres activitats dutes a terme pel FPM durant 1973 va haver-hi una campanya de recol·lecció de signatures al maig per manifestar el rebuig femení a «les maniobres de l'oposició per enderrocar el Govern Popular mitjançant un enfrontament fratricida», i l'organització —juntament amb la Federació Provincial de Centres de Mares i el Departament Femení de la Central— política, duta a terme el 12 de juny. L'FPM va desaparèixer després del cop d' Estat de l' 11 de setembre de 1973.